# Mykolo-Komyschuwata
Mykolo-Komyschuwata (ukrainisch Миколо-Комишувата; russisch Николо-Камышеватая Nikolo-Kamyschewataja) ist ein Dorf im Westen der ukrainischen Oblast Charkiw mit etwa 1000 Einwohnern (2020).

## Geographische Lage

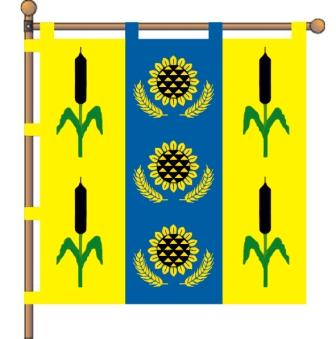
Ortsflagge

Die Ortschaft mit einer Fläche von 3,346 km² liegt im Norden des Rajon Berestyn auf einer Höhe von 115 m am Ufer der Komyschuwacha (Комишуваха), einem 14 km langen, linken Nebenfluss des Ortschyk (Орчик). Das Rajonzentrum Berestyn befindet sich 33 km südlich und das Oblastzentrum Charkiw 80 km nordöstlich vom Dorf.
Fünf Kilometer südlich der Ortschaft verläuft die Fernstraße M 29 / E 105.

## Geschichte
Das 1716 im Zusammenhang mit dem Bau der ukrainischen Festungslinie gegründete Dorf hieß bis 1858 Komyschuwata (Комишувата) und zwischen 1858 und 1919 Nikolske (Нікольське).
1785 lebten in der Ortschaft 604 Menschen. 1804 wechselte das Dorf den Besitzer und hatte 745 Einwohner. Im Jahr 1858 vererbte der neue Besitzer das Dorf an seinen Sohn Nikolas, der dem Dorf seinen Namen gab. 1878 lebten im Dorf 1472 Menschen. 1919 erhielt das Dorf seinen heutigen Namen. Vom 20. September 1941 bis 17. September 1943 war Mykolo-Komyschuwata von der Wehrmacht besetzt. Der Volkszählung von 2001 nach besaß das Dorf 1191 Einwohner und 2017 hatte es 1187 Bewohner, die meisten davon Ukrainer.

## Gemeinde
Am 12. Juni 2020 wurde das Dorf ein Teil der neugegründeten Stadtgemeinde Krasnohrad, bis dahin bildet sie zusammen mit den Dörfern Hirtschakiwka (Гірчаківка) und Mokrjanka (Мокрянка) die gleichnamige Landratsgemeinde Mykolo-Komyschuwata (Миколо-Комишуватська сільська рада/Mykolo-Komyschuwatska silska rada) im Norden des Rajons Krasnohrad. Stadtgemeinde und Rajon wurden 2024 in Berestyn umbenannt.